# 뉴질랜드 원조개발청
뉴질랜드 원조개발청(The New Zealand Aid Programme)은 뉴질랜드 정부 산하의 공적 개발 원조 담당 기구이다. 원조개발청은 뉴질랜드 외교통상부 산하의 반자치기구이며 2009년 정부조직 재편성에 따라 외교부 산하로 재편입됐다. 마오리어로는 멀리 성장을 저어나간다는 의미인 Nga Hoe Tuputupu-mai-tawhiti이다. 국제개발원조 분야 전문 경제학자인 아만다 엘리스가 청장이다.

## 개발 접근
지속 가능한 발전을 지원함으로써 안전하고 평등하며 부요한 세상을 지향하기 위해 공헌하고 빈곤을 감축하고자 노력하는 것이 비전이다.  이는 태평양 지역 및 국가에 지원함에 있어서 시민들의 삶의 질에 실질적인 변화를 이끌 수 있는 활동 및 프로젝트를 위하여 원조개발 자금을 투입하는 것과 연관된다.
2009년 내각이 위의 비전에 동의했으며 지속가능한 발전의 핵심 추진을 지시했다.또한 태평양 지역이 사업 중심 대상지이자 뉴질랜드의 ODA 비중에서 높아지게 됐다.